# Захарије Захарић
Захарије Захарић (1836 — 25. фебруар 1918) био је кремански парох, кум чувене видовњачке породице Тарабића. Његова заслуга је што су пророчанства Тарабића сачувана и прерасла у мит.

## Биографија
Бјежећи од Турака, берански кнез Стјепан Радоњић доселио се у Кремна и направио кућу на брду Стрмцу. Касније се преселио на сусједну падину која гледа на то брдо, јер је ту било и воде и дрвета и камена. По једном од синова кнеза Стјепана, проти Захарију, породица је промијенила презиме у Захарић. Кућа Захарића била је чувена по производњи веома добре ракије. До окупације од стране Бугара 1943. године на кући Захарића налазило се четрнаест оџака. Бугари су их све попалили, а када су по подрумима избушили бурад, потекла је ријека ракије.
Захарићи су од давнина били свештеничка породица. Прота Захарије је у Кијеву завршио духовну академију, а потом је дошао у Кремну, 1841. године, и већ са седамнаест година постао прота. Када се запопио, промијенио је презиме Радоњић у Захарић.
Прота Захарије био је омиљен у народу. Са 35 година био је изабран за народног посланика и на ту функцију је биран неколико пута. Одустао је тек када му је Митар Тарабић за вријеме мандата од 1865. до 1867. рекао: „Немој, куме, више бити посланик!“
Био је велики присталица династије Карађорђевића. Код краља Петра је долазио без најаве и улазио без питања, а овај га је за пут увијек даривао дворским цигаретама. И за вријеме Првог свјетског рата краљ Петар га није заборавио, већ је проти, који је тад био тешко болестан, из Солуна тајно слао помоћ. Као утицајном човјеку код Срба са обје стране Дрине, проти су се повјеравали деликатни послови. У Кремну су, да би се са њим видјеле и договарале, долазиле највиђеније свјетовне и духовне личности ондашње Србије. 1915. године код проте је дошао др Радован Казимировић, коме је прота повјерио сва пророчанства Тарабића. Протина казивања професор Казимировић је између два свјетска рата преточио у књигу „Тајанствене појаве у нашем народу и Креманско пророчанство“, чији рецензент је био епископ Николај Велимировић.
Златиборци су изгледа вјеровали да прота ипак није био само вјерни слуга Божији, јер су говорили: „Рат ће се завршити оне године кад прото Зарије умрије!“
Прота је умро 25. фебруара 1918. године, не дочекавши „славно вријеме када ће се народ јопет латити плуга и уживати у слободи“, како су му пророци говорили.
Његови чукунунуци, праунуци ћерке Ружице, су Стеван и Павле Станковић, лекари неуропсихијатрије и хирургије.